# الخنانسة غرب
قرية الخنانسة غرب هي إحدى القرى التابعة لمركز المنشأة بمحافظة سوهاج في جمهورية مصر العربية. حسب إحصاءات سنة 2006، بلغ إجمالي السكان في الخنانسة غرب 6467 نسمة، منهم 3147 رجل و3320 امرأة.